# 真・三國無双4
『真・三國無双4』（しん・さんごくむそうフォー）は、コーエーより発売されたタクティカルアクションゲームである。真・三國無双シリーズ第4作。海外でのタイトルは、『Dynasty Warriors 5』。
キャッチコピーは「生きざまを、武器にしろ。」。
2005年2月24日にPlayStation 2版、2005年8月25日にはXbox版が発売されている。Xboxのマシンパワーを生かした高品質サウンドとハードディスクに対応し、ロード時間が大幅に短縮された。ちなみにこれがコーエー最後のXbox用ソフトであり、シリーズ中でも本作のキャラクターデザインを利用した関連作品が最も多く発表されたタイトルでもある（2011年現在）。Xbox版と次世代機であるXbox 360版でもリリースされた。

## 概要
使用可能なキャラは48人。武将ごとのストーリーの無双モード。攻撃アクションの追加。護衛武将の導入。新しい拠点システムの導入。武器成長システムの廃止。武器に重量の概念が追加、エボリューション攻撃の追加で最大9回までの攻撃が可能となる。さらにR3ボタンの「名乗り」が「無双覚醒」に変更された。
本作からゲームエンジンが改良され、グラフィック表現やキャラクターの表示人数が大幅に増加し、遠方の背景も前作よりはっきり表示されるようになった。

## 操作方法
デュアルショック2での例。基本的な操作は従来通り。
今作ではジャンプチャージが個別の技となり、また新たな操作としてはエボリューション攻撃が追加された。チャージドライブはチャージシュートに変更。名乗りは一部武将のチャージ1として引き継がれ、代わって無双覚醒が実装。
ジャンプ
×ボタンを押すことでジャンプが出来る。押す時間によってジャンプの高さを調整できる。
通常攻撃
□ボタンを押すことで素早い連続攻撃を行うことが出来る。武器のランクに応じて4～6回まで攻撃できる。
エボリューション攻撃
ランク3の武器には水色の竜巻のような印が付く事がある（ユニーク武器は必ず付く）。その武器を使用していると、無双ゲージが満タンの間だけ通常攻撃が9回まで拡張される。
チャージ攻撃
△ボタンを押すと強力な攻撃を行うことが出来る。直前の通常攻撃回数に対応したチャージ攻撃となり、チャージ5やチャージ6は武器のランクに応じて使用可能になる。
チャージラッシュ
チャージ3で連続攻撃を行い、最後に相手を気絶させる一撃を放つ。△ボタンを追加入力すると、武器ランクに応じて攻撃回数を増加させられる。
チャージシュート
本作で変更されたチャージ5の別名。派手なエフェクトと共に複数または広範囲の敵を上方に吹き飛ばす。一部の武将は決まった属性が付く。
ジャンプチャージ
ジャンプ中に△ボタンを押すことで使える強力な攻撃。本作では滞空して連続攻撃したり飛び道具を飛ばしたりと、武将によって様々な技を使う。
ガード
L1ボタンを押すことでガードの体勢を取り、正面からの攻撃を防御する。
弾き返し
ガードした状態で敵の攻撃が当たる瞬間に△ボタンを押すと無敵状態で強力な反撃を繰り出す。
無双乱舞
無双ゲージが満タンの時に○ボタンを長押ししている間、ゲージが続く限り無敵状態で攻撃を行う。敵武将の無双乱舞とぶつかると、鍔競り合いになる。
無双ゲージが満タンでない状態で○ボタンを押すか、敵に攻撃する・攻撃を受ける・アイテム「老酒」を取る・瀕死状態（体力ゲージ赤色）の時に無双ゲージをためられる。
真・無双乱舞
瀕死状態（体力ゲージ赤色）の時か、無双覚醒の効果中に無双乱舞を発動すると炎属性が付き、鍔競り合いが起こらなくなる。
激・無双乱舞
2人プレイで接近し、1人が無双乱舞を発動した後一定時間内にもう1人も無双乱舞を発動すると威力が高まり、鍔迫り合いが起こらなくなる。1人プレイでも護衛武将が近くにいれば発動可能。
無双覚醒
戦闘中にアイテム「覚醒印」を入手し、R3ボタンを押すことで一定時間能力と攻撃スピードが大幅に上昇する。また無双ゲージが全回復し、効果中の無双乱舞が必ず真・無双乱舞になる。
弓矢射撃
R1ボタンを押すと主観視点になり、□ボタンで画面中央に向けて矢を打つことが出来る。△ボタンで強力な矢を発射し、無双ゲージが満タンの時に○ボタンを押すとゲージを消費しながら連射する。
弓矢での攻撃は手持ちの矢の消費を消費し、なくなると使えない。ステージで見つかる矢束のアイテムを拾うことで矢を補給することが出来る。

## ゲームモード

### 無双モード
三国志の物語を体験するモード。
本作では『真・三國無双2』と同様、武将ごとによる無双モードに戻った。さらにストーリーはどの武将も五丈原、合肥新城、南蛮のいずれかで最後となるなど統一感の強かった『2』と違い、本作は基本的に史実や三国志演義といった原典を重視して武将毎にプレイするステージが構成されている。（龐統や典韋、孫堅等史実で短期間しか活躍しなかった武将、二喬や甄姫等史実で戦場に立ったことがなかった人物に関してはこの限りではない場合がある）。
一人の無双モードにおけるステージ数は曹操、孫堅、劉備、左慈は8、左慈以外の他勢力は4、夏侯惇、典韋、孫策、関羽は6、それ以外は5ステージとなっている。先に進むほど難易度は高くなり、フリーモードでは低い難易度となっているステージでも、無双モードの後半に同じステージをプレイすると難易度は高くなる。反対に、フリーモードにおいて難易度が高いステージも、無双モードの初期に配置されている場合だと、難易度は比較的低くなる。
無双モードを開始する前に難易度を選択できるが、一度難易度を選択すると、途中での変更は出来ない。そのため自分がクリアできない難易度に設定して行き詰まってしまった場合は、自分がクリアできる難易度に設定して最初からやり直すしかない（ただし、途中でフリーモードなどで武将を鍛えることは可能）。
演出面では、ステージの間に選択した武将が自己紹介や周囲の状況を解説したり、武将一人一人に個別のエンディングムービーが存在するなど、ドラマ性が強くなっている。

### フリーモード
自由にステージと難易度を選びプレイするモード。
選択できるステージは最初は少ないが、無双モードでそのシナリオを経験するか、そのシナリオが無双モードの開幕に来る武将が使用可能になれば、フリーモードで選択できるようになる。ステージ選択は年代順に並べられている。
ステージを選択した後はどちらの勢力でプレイするかを選択するが、片方の勢力でしかプレイできないシナリオもある。
無双モードと同じく、今作ではステージ開始前に難易度を選択するため、オプションで難易度を設定する必要はない。

### チャレンジモード
自分の好きな武将を使って種目ごとの高成績を目指すモード。種目が終了するとパスワードを確認することが出来、それを公式HPで登録することが可能（2006年11月16日終了）。無双モードやフリーモードとは違い、以下のような基本ルールで戦わなくてはならない。
- 初期ステータスでプレイ。
- 装備している武器の重量は標準で連続攻撃数は6。エボリューション攻撃を含めてすべての攻撃を行えるものを装備。
- アイテムの装備不可。
- 終了条件を満たすか、開始10分経過すると終了。

プレイできる種目は以下の通り。
神速（しんそく）
ステージに配置された100人の武将を、以下に素早く倒せるかを競う。兵士や武将は5～10人程度でバラバラに配置されているため、撃破速度だけでなく移動速度も求められる。登場するキャラクターはランダムだが、呂布だけは必ず出現する。
暴風（ぼうふう）
正方形の砦の中で、自分が倒されるか制限時間以内に敵を何人撃破出来るかを競う。敵兵は最初はプレイヤーを無視して移動を続けているが、所属している武将を攻撃するとプレイヤーに向かって来る。一定時間ごとに呂布が出現し、彼を倒すと敵武将とその配下の兵士が一気に再出現する。敵武将を倒せば何かのアイテムを落とし、呂布は必ず覚醒印を落とす。
生還（せいかん）
一撃でも攻撃を受けると倒されてしまう状況で敵を何人撃破出来るかを競う。敵も一撃で倒せるため、相手の守備力に関しては気にしなくてもいいが、敵を一定量撃破すると弓兵や弩兵、妖術師などの遠距離攻撃を行う敵が出現するようになる。撃破された武将は一定時間後に再登場するが、このモードでも必ず呂布が登場する。
流星（りゅうせい）
台の上から敵を何人落とせるかを競う。体力がなくなってしまうのはもちろん、自分が台の上から落下した場合も終了となってしまう。敵を攻撃しても、仰け反りはするがダメージが一切入らないため、攻撃して無双ゲージを溜めることも不可能である。ただし、自分で溜めたり敵から攻撃を受けた際に無双ゲージが溜まったり瀕死状態による無双増加は可能。このモードのみ、呂布は出現パターンによって登場しない場合がある。

### 幕舎
各武将のごとステータス、取得武器および取得アイテム、護衛武将のステータスを確認できる。別衣装を獲得している場合は変更して見ることもできる。

## シナリオ
- 西涼の戦い
- 冀州の戦い
- 涼州の戦い
- 南中争覇戦
- 南中の戦い
- 黄巾の乱
- 汜水関の戦い
- 虎牢関の戦い
- 常山の戦い
- 荊州の戦い
- 呉郡の戦い
- 宛城の戦い
- 下邳の戦い
- 官渡の戦い
- 関羽千里行
- 孫策幻影戦
- 夏口の戦い
- 長坂の戦い
- 赤壁の戦い
- 赤壁逃亡戦
- 潼関の戦い
- 成都の戦い
- 合肥の戦い
- 南中侵攻戦
- 定軍山の戦い
- 樊城の戦い
- 夷陵の戦い
- 南中平定戦
- 天水の戦い
- 街亭の戦い
- 陳倉の戦い
- 合肥新城の戦い
- 白帝城の戦い
- 五丈原の戦い

## アイテム

### 装備アイテム
ステージで皮袋を入手してクリアすると使用可能になり、戦闘準備画面で装備することで武将の能力を強化するアイテム。
武将ごとに最初は2つ、最終的には5つまで装備可能。
一般的に入手できる装備アイテムは武器の付加効果に対応する特性であり、難易度に応じてランダムでその効果量が変動し、
今まで取得した中で最も良質なアイテムを使用することが出来る（同じアイテムで効果量が低いものが自動破棄される）。
朱雀翼（すざくよく）
体力ゲージの最大値が上昇する。
青龍胆（せいりゅうたん）
無双ゲージの最大値が上昇する。
1回の無双で行う攻撃の回数が増えるが、満タンまで溜まりにくくなるデメリットもある（後述の活丹で多少補えることもある）。
白虎牙（びゃっこが）
攻撃力が上昇する。基本的な通常攻撃はもちろん、チャージ、騎乗、弓攻撃などあらゆる攻撃に効果がある。
玄武甲（げんぶこう）
防御力が上昇する。
神速符（しんそくふ）
移動速度が上昇する。
移動速度はキャラクターごとに決まっていて成長させることが出来ないため、これや武器の効果だけが強化手段である。
黄忠弓（こうちゅうゆみ）
弓術が上昇し、弓矢における与ダメージ上昇・被ダメージ軽減。
一部のキャラクターの弓を使ったチャージ攻撃にも効果はある。
羌族角（きょうぞくかく）
馬術が上昇し、騎乗通常攻撃、チャージ攻撃のダメージが上昇する他、騎乗した敵から受けるダメージを軽減する。
七星帯（しちせいたい）
運が上昇し、付加効果の多い武器や、グレードの高いアイテムを入手しやすくなる。
活丹（かったん）
無双増加量が上昇する。効果があるのは無双ゲージの溜まる効果のある攻撃を行った時だけ。
『2』のような敵からダメージを受けた時、瀕死状態の時での無双増加には効果が無い。
仙丹と共に他のアイテムより出現率が低い。
仙丹（せんたん）
チャージ攻撃の威力が上昇する。
チャージラッシュのように何度もチャージ攻撃を行っていても、効果があるのは一部だけであることが多いので分かりづらい。
また、騎乗チャージ攻撃には効果があるが弓チャージ攻撃には効果は無い（弓を使ったチャージ攻撃にはある）。
活丹と共に他のアイテムより出現率が低い。
尚、『3』まで存在していた騎甲鎧（羌族角と統合）、籐甲鎧（黄忠弓と統合）、翔靴は今作では登場していない。	

### 特殊装備アイテム
通常の装備アイテムと同じ分類だが、それとは違った特殊効果を持つ隠しアイテム。
特定のステージで条件を満たさないと出現しない貴重品(隠しアイテム)になっているが、効果量は一定。
孫子兵法（そんしへいほう）
ステージ上の一時能力強化アイテム（戦神の斧、戦神の鎧、韋駄天靴、玉璽）の効果時間が1.25倍に増える。覚醒印の覚醒時間にも効果があり、神気環と併用が可能。
発破伝書（はっぱでんしょ）
瀕死状態でダウン状態から起き上がると攻撃力が30秒間2倍になる。瀕死状態であるならば何度でも効果はある。
護衛心得（ごえいこころえ）
護衛武将が少し強化される。
神気環（しんきかん）
無双覚醒の効果時間が2倍(15秒から30秒)になる。孫子兵法との併用が可能。
真乱舞書（しんらんぶしょ）
瀕死状態でなくとも無双乱舞が真・無双乱舞になる。真・無双乱舞は強力だが普通の無双乱舞が使えなくなるデメリットもある。
真空書（しんくうしょ）
攻撃範囲が1.5倍に広がる。ただし対象となる技は一部に限られ、衝撃波などの特殊エフェクト攻撃、例外的に孫策の全攻撃には効果がない（前作までは孫策にも効果があった）。
浄炎火矢（じょうえんびや）
弓攻撃に炎属性が付くようになる。弓を使ったチャージ攻撃にも効果はある。『4猛将伝』で登場する「氷結凍矢」と一緒に装備すると、氷結凍矢の効果が優先される。
鉄甲手（てっこうしゅ）
殆どのチャージ攻撃中にダメージを受けても仰け反らず、攻撃を続けられるようになる。全員のジャンプチャージなど、一部の攻撃には効果が無い。一部のキャラクターはこのアイテムがなくとも、動作中に仰け反らなくなるチャージ攻撃を持つ。
虎輪（こりん）
虎を連れてステージを開始可能。この虎はいくらダメージを受けても倒れない。
背水護符（はいすいごふ）
あらゆる攻撃で与えるダメージが1.5倍になるが、あらゆる攻撃で受けるダメージが2倍になる。
無双鎧（むそうよろい）
弓攻撃で一切仰け反らなくなる。攻撃中はもちろん、移動中や静止状態でも有功。騎乗中に弓攻撃を受けても落馬しない。
百草丸（ひゃくそうがん）
敵を100人撃破すると体力が50回復する。
白虎秘石（びゃっこひせき）
敵を100人撃破すると攻撃力が2上昇する。これは成長アイテムを入手した時と同様でパラメーターに反映される。

### 鐙アイテム
特別な能力を持った馬や象に騎乗した状態で開始できる、一定条件で入手できる隠しアイテム。他の装備品とは違い、個別の枠として一つだけ装備可能。
ステージの途中で降りた場合、降りた位置がマップ上に表示される。
赤兎鐙（せきとあぶみ）
赤兎馬に騎乗した状態から開始する。ゲーム中に登場する馬の中では移動速度が最も速いが、それ以外に特に効果は無い。
的盧鐙（てきろあぶみ）
的盧に騎乗した状態から開始する。運が大幅に上昇し、良質なアイテムが出やすくなる。
飛電鐙（ひでんあぶみ）
爪黄飛電に騎乗した状態から開始する。クリアしたときの武勲が1.5倍になり、成長しやすくなる。
絶影鐙（ぜつえいあぶみ）
絶影に騎乗した状態から開始する。敵から攻撃されても落馬しない。落馬防止効果はステージ中の他の馬や象に乗り換えても引き継がれる。
象鐙（ぞうあぶみ）
象に騎乗した状態から開始する。移動速度は遅いが、一般兵だけでなく武将をも吹き飛ばすほどの攻撃力を持つ。

### 玉アイテム
チャージ攻撃に属性を付加する事が出来るアイテム。他の装備品とは違い、個別の枠として一つだけ装備可能。
一定条件で入手する隠しアイテムだが、いずれも難易度が「難しい」か「修羅」を選択しないと取得できない。
一部のキャラクターにはあらかじめ属性が付加された攻撃があるが、その場合はあらかじめ付加している属性が優先され、装備している玉の属性が付かない。また、このアイテムでも属性を付けられないチャージ攻撃もある。
尚、CPUとして登場するプレイアブル武将は「難しい」以上では決まった属性を装備している（例：呂布は陽属性）。
炎玉（えんぎょく）
チャージ攻撃に炎属性を付与し、攻撃した敵を燃やし、空中にいる間ダメージを与え続けることができる。
打ち上げる攻撃を何度も使って浮かせたままにすることで効果が高まる。また、ダメージは防御力に関係なく固定なので防御力の高い敵にも有効。各キャラクターの真・無双乱舞をはじめ、一部キャラクターのチャージ攻撃など、玉を装備していなくても付与される攻撃が多い。
氷玉（ひょうぎょく）
チャージ攻撃に氷属性を付与し、攻撃した地上の敵を一定確率で凍結させる。
凍りついた敵は一切動くことが出来ず、防御力も低下する。また通常は敵が浮く攻撃でも決して浮かなくなるため大ダメージが期待できる（浮いている敵には地上で当てた時に比べてダメージが半減してしまうため）。ただし浮いている敵には効果がなく、ガードできない攻撃を当てると凍った敵の凍結が強制的に解除される。
陰玉（いんぎょく）
チャージ攻撃に陰属性を付与し、ヒットした相手に防御力無視の固定ダメージを与え、一般兵を特定の確率で即死させる。ただしこの効果が発動すると必ず無双ゲージが空になってしまう。
『3』における斬玉のような効果だが、新たに追加されたデメリットが非常に大きい。それ故敵が使うことも滅多にない属性で、無条件で付与される攻撃も曹丕のエボリューション攻撃のチャージ追加入力と周泰のチャージ6の追加入力のみ（こちらも発動時のデメリットは同様）。
陽玉（ようぎょく）
チャージ攻撃に陽属性を付与し、いかなる手段を使ってもガードできないようにする。
『3』における烈玉に似た効果である。そのため、通常は攻撃スピードが遅くガードされてしまうチャージでも普通に当てることが出来る場合がある。

## ゲームシステム

### 護衛武将
今作では、『真・三國無双3』までとは違い数人の護衛兵ではなく、一人の護衛武将を連れて行くことが出来る。
一人とは言っても、成長させればプレイヤーに引けを取らないステータスになり、加えて後述の特殊能力を使えるためかなり優秀。ステージクリア時に仕官してくることがあり、プレイヤーの階級とステージの難易度が高いほどいい評価の護衛武将が仕官してくる確率が高い。
『3』の護衛兵のようにセレクトボタンで攻撃、防御、待機の命令を切り替えられる。体力の回復はプレイヤーが回復アイテムを入手するとそれと同等に回復するが、距離が離れすぎていると回復しない。ステージクリア後、生き残っていれば難易度に応じて経験値がもらえる。撃破された場合、入る経験値は大きく減少する。
基本的に名前はランダムで決定されるが、仕官してきた時に使用していた武将と同じ姓になる確率が高い（趙雲なら趙○など）。
また、評価は「一国の神童」のように「○○の××」となっている。○○の部分には一国、二国、三国、天下のいずれかが入り、右に行くほどよく伸びる能力の種類が多い。××の部分には秀才、神童、傑物、奇才のいずれかが入り、神童と奇才は初期能力が、傑物と奇才は能力の上昇率が高く、最終的な能力は右に行くほど高くなる。特殊能力の習得数は能力によって決まるため、同様に右に行くほど多くの特殊能力を覚えやすい。
最高評価は「天下の奇才」となるが、その評価を受ける護衛武将が仕官してくる確率は極めて低い。
護衛武将の兵種、覚える特殊能力は以下の通り。
兵種
槍（男性）：攻撃範囲の広い槍で攻撃する。攻撃力は最も高いが、防御力は低い。
剣（女性）：槍ほどではないが攻撃範囲の広い攻撃を行える。特徴は槍とほぼ同じ。
弩（男性）：遠くから弩で援護してくれる。矢が尽きる事はない。能力は標準的だが、敵から距離を取る癖があるのではぐれやすい。
弓（女性）：使う武器が違う以外は、ほぼ弩と同じ。
杖（男性）：攻撃力は低いが防御力は高い。術による攻撃は範囲が広く、多くの敵を倒せる。
羽扇（女性）：攻撃力が低く、攻撃範囲も狭い。だが、プレイヤーの体力が減っていると肉まん1個程度体力を回復してくれることがある。この能力は何度でも使用する。
特殊能力
回復：体力が減ると、自身の体力の回復を行う。
猛攻：体力が減ると、自身の攻撃力を一定時間強化する。
鉄壁：体力が減ると、自身の防御力を一定時間強化する。
鼓舞：プレイヤーの味方の軍の士気が下がりづらくなる。
心眼：少ないコンボ数でアイテムがランクアップする。
推挙：ステージクリア時に必ず護衛武将が仕官してくる。
献品：ステージクリア時に獲得アイテムが一つ増える。
探武：ステージクリア時に獲得武器が一つ増える。

### 武器システム
今作における武器システムは『3』のように武器が成長するシステムではなく、『2』と同様にステージにある武器の入った宝箱から入手するシステムに戻った。キャラクター一人につきユニーク武器（後述）を含めて4段階になっており、段階が高くなるほど攻撃力が高く、連続攻撃回数も多くなる（3段階目の武器とユニーク武器は連続攻撃回数は同じ）。武器自体は『3』に登場していた者は流用となっている。入手した武器はキャラクターごとに4つまで保管でき、それ以上は選択して破棄することになるが、『2』と違って1段階武器を一つ、2段階武器を一つ…という仕組みではなく、武器の段階に関わらず4つまで好きに保管可能（例：3段階武器を4つ保管、1〜4段階武器を一つずつ保管）。ユニーク武器を破棄する場合は警告される。
武器にはアイテムのように1～20の範囲で付加されていることがある。付加されている効果の数は1～4つとなっており、ランダムで付加される。能力アイテム同様に難易度が高いほど付加効果の数が多く、数値も高いものが出現しやすい。
今作のみのシステムとして「エボリューション攻撃」と「武器重量」がある。
能力系
体力：体力ゲージの最大値が上昇。朱雀翼と併用可能。
無双：無双ゲージの最大値が上昇。青竜胆と併用可能。
攻撃：攻撃力が上昇。白虎牙と併用可能。
防御：防御力が上昇。玄武甲と併用可能。
弓術：弓術が上昇。黄忠弓と併用可能。
馬術：馬術が上昇。羌族角と併用可能。
移動：移動速度が上昇。神速符と併用可能。
無増：無双ゲージの増加量が上昇。活丹と併用可能。
チャージ：チャージ攻撃力が上昇。仙丹と併用可能。
運：運が上昇。七星帯と併用可能。
武器重量
「軽い」「標準」「重い」の3種類がある効果。武器を入手した時にいずれかに分類される。それぞれの効果については以下の通り。
軽い：攻撃速度が速くなるが、威力が標準の0.8倍に減少する。キャラクターによっては攻撃速度が速くならないのに威力は落ちてしまう技がある。
標準：攻撃速度、威力共に標準的な性能。
重い：威力が標準の1.2倍ほどになるが、攻撃速度は遅くなる。キャラクターによっては通常攻撃すら途中でガードされることがあるが、一部の攻撃は速度減少の影響を受けない。『猛将伝』では攻撃を受けても仰け反りにくい特性が付いた。

### ユニーク武器
武将ごとに決められたステージで特定の条件を満たすことによって入手可能な強力な武器。条件を満たすと特定の場所に豪華な木箱が設置され、その中にある赤く輝く宝箱を入手してステージをクリアすると入手可能。この武器は4段階目とも言える武器で、攻撃回数は6、エボリューション攻撃が可能、能力系付加が5つもついている（通常は多くても4つまで）、敵を100人撃破した時点での居場所に覚醒印が出現など、高い性能を誇る。ただし、難易度が「難しい」か「修羅」で条件を満たす必要があるので入手にはある程度の実力が必要。
また、重量・能力付加の種類や数値はすべて固定されている。

### 拠点システム
今回は、前作までの進入拠点だけでなく攻撃、防御、補給の3種類の拠点が設置された。
また、進入拠点は一度制圧すると自軍のものになるが、奪い返される可能性がある争奪式に変更されている。新規追加拠点の概要は以下のとおり。
攻撃拠点
構造は木で出来た単純なものだが、当たると大ダメージを受けてしまう巨大な杭を発射する。この杭は味方の拠点から撃たれた物でも当たるとダメージになってしまうので注意が必要。
内部にいる兵士は全員双剣を装備しており、素早く強力な攻撃や無双乱舞を仕掛けてきて、出入り口の1部隊ずつ以外は撃破すると侵入拠点から再登場して駆け付けてくる。拠点兵長を倒すと「青銅の剣」（攻撃力が1成長する）を落とす。
防御拠点
石造りの頑強な構造の拠点。敵が近づくと門を閉めてしまうが、門の前にいる兵士を倒せば開門が可能。自分が味方の拠点の中にいる際に敵が来て門を閉められてしまった場合は、拠点内にある足場を使って外にジャンプすることが出来る。
四隅の上からは弓兵が射掛けて来、彼ら以外は門の前にいる兵士を含めて盾を装備しており、ガードを多用する上に攻撃中に攻撃しても怯まないが、撃破しても全員再登場しない。拠点兵長を倒せば「兵卒の盾」（防御力が1成長する）を落とす。
補給拠点
中間的な構造の拠点。一定時間ごとに各部隊に物資を補給することで士気を少しずつ上昇させる（「補給拠点より物資到達、××（武将名）軍団士気上昇!」と表示される）。
内部の兵は通常の種類で、門の前以外は撃破すると侵入拠点から再登場して駆け付けてくるが、敵が拠点の中に入ったりそのまま時間が経過したりすると攻撃力や防御力を上昇させたり、体力の回復などで補助を行う。これは拠点の中にいる味方すべてに効果があり、プレイヤーも味方の補給拠点で戦えばその恩恵を受けられる。
拠点兵長を倒すと体力ゲージと無双ゲージを全回復させる「華陀膏」を落とす（難易度が「修羅」だと何も落とさない）。

### 中断可能回数
今作ではステージの途中で中断できる回数が難易度によって決められている。
「易しい」は何度でも、「普通」は3回まで、「難しい」は1回、「修羅」では不可能となっている。
中断可能回数はポーズ画面の右下にメモリーカードのマークで表示される。制限されているのはセーブのみで、セーブした時点から再開するのは何度でも可能。

### 難易度
今回は「オプション」で難易度設定を決める必要はなく、ステージや無双モードを開始する際に決定する。
最初は「易しい」、「普通」、「難しい」の三種類だが、特定の条件を満たすと「難しい」より更に上の「修羅」が出現する。
本作の難易度「修羅」はプレイヤー武将の大幅な弱体化、敵側の能力・アルゴリズムの強化、中断セーブ不可、加えて回復アイテムがほぼ全く出現しないなど、数多くある無双シリーズでも屈指の難しさを誇る。

## 真・三國無双4 猛将伝
『真・三國無双4 猛将伝』（しん・さんごくむそうフォー もうしょうでん）は、コーエーから2005年9月15日に発売されたPlayStation 2用のタクティカルアクションゲームである。
キャッチコピーは「俺の生きざまがここにある。」。
PS2版『真・三國無双4』の拡張版であり、エディット武将を兵卒から成り上がらせる立志モードが追加された。

### 修羅モード
自動生成されるシナリオを次々にクリアしていくモード。2人同時プレイ可能。
常に初期ステータスで開始され、ステージ内で様々な依頼をクリアして武勲を換金し、よろず屋で回復アイテムや能力アップアイテム、特殊効果付きアイテムを購入して進んでいく。ステージ中で手に入れられる鉄、それまでのプレイで蓄積された鉄を鍛冶屋で消費することで武器を強化できる。
依頼によっては依頼者が仲間に加わる場合もあり、最大6人まで加入できる。仲間は一度に戦闘に連れていけるのは3人（連れていかなかった仲間はシナリオを1回ずつクリアするごとに体力が微量回復する）。能力アップアイテム等は装備すると消費されてなくなる。武勲換金率が高いほどステージの難易度は高い。

### 外伝モード
全18本の外伝シナリオで構成されるモード。ステージによっては前作『3』に登場したステージもある｡

### 立志モード
オリジナルの武将を作り、各勢力の武将に仕官する。最初は二段攻撃しか出せないが、戦闘をこなしていくと貯まるスキルポイントを使って様々なスキルを覚えられる。個人目標も設定可能で、ボーナススキルポイントを入手したり、プレイ次第では他の勢力に移ることも可能。
上の階級に昇進したり、武器やスキルを獲得することによってプレイヤーは成長していく。上官の武将は能力を上げてくれたり、体力を回復させてくれたりする。
エディットモードでの武将としてクリアデータを保存したり、ゲームクリア時に満たした条件により防具パーツを解禁することが出来る。

### エディットモード
様々なエディットパーツでオリジナルの武将を作成できるモード。最大10人まで作成可能で、修羅モードや外伝モードで使用可能。『真・三國無双4』とMIXJOYする事により、フリーモード及び2P側限定で無双モードにて使用可能。なお、防具パーツのみ後で変更可能。

### 新登場アイテム
猛将伝単独でも、無印に登場した全ての隠しアイテムを取得できる。

#### 特殊アイテム
玄武秘石（げんぶひせき）
100人敵を撃破する度に防御力が2上昇する。成長アイテムと同様、パラメーターに反映される。
飛龍甲（ひりゅうこう）
地上でのチャージ攻撃中、その動作を中断しジャンプできるようになる。
乱舞極書（らんぶきわめしょ）
無双乱舞の威力と持続時間が倍増する。
氷結凍矢（ひょうけつとうや）
弓矢攻撃に氷属性が付くようになる。「浄炎火矢」と一緒に装備すると、氷結凍矢の効果が優先される。
吸気甲（きゅうきこう）
攻撃を直前でガードすると体力が回復する。
饅頭袋（まんとうぶくろ）
敵兵が一定確率で回復アイテムの肉まんを出すようになる。
虎輪改（こりんかい）
虎を3匹連れてステージを開始可能。普通の虎輪と併用する事も可能で、その場合は虎が4匹になる。
神獣蹄（しんじゅうひづめ）
連れている動物が強くなる。

#### 鐙アイテム
象鐙改（ぞうあぶみかい）
武将が乗る象に騎乗した状態から開始する。普通の象よりも攻撃力が高い。

## 真・三國無双4 Special
『真・三國無双4 Special』（しん・さんごくむそうフォー スペシャル）は、コーエーから発売されたXbox 360とWindows XP用のタクティカルアクションゲームである。Xbox 360版は2005年12月22日、Windows XP版は2006年6月22日に発売され、特にXbox 360版はコーエーのXbox 360参入第1弾ソフトである。
Xbox 360の性能を活かし、Xbox版からさらにグラフィックの強化&ハイビジョンテレビ向けのワイドスクリーン構成に再調整され、さらに『真・三國無双4 猛将伝』から外伝モード・修羅モードが追加された（立志・エディットモードは未収録）。PS2版に比べ、アルゴリズムバランスが大幅に強化されている。

## 真・三國無双4 Empires
『真・三國無双4 Empires』（しん・さんごくむそうフォー エンパイアーズ）は、 コーエーから2006年3月23日に発売されたPlayStation 2、Xbox 360用のタクティカルアクションゲームである。
キャッチコピーは「智で治め、武で統べよ。」。
『真・三國無双3 Empires』と同じく、「争覇」モードをメインに主人公を君主とし中国統一を目指す。今作では新たに年代を5つから選べるようになった。また、前作ではできなかった合戦の2人協力プレイも可能になった他、自軍に指示を出せるなど、戦略的要素が強まった。Xbox 360版はマシンパワーを活かした大幅なアルゴリズムバランスの強化が施されている。シリーズ初のダブルプラットフォーム作品でもある｡

### 争覇モード
真・三國無双4に歴史シミュレーションの要素を加えた主要モード。従来の戦闘を他国と行い、全エリアを制覇するのが目的である。また、以下の要素がある。
- 2人同時プレイで戦闘が可能。
- 味方武将に指示を出すことが可能。
- 初期の領土・人員配置を設定する要素にシナリオの概念が追加された。前作で言う「演義」は順次出現する5つのシナリオに、「仮想」は自由に配置を設定でき、残りをランダムで埋める「英雄集結」シナリオになった。
- 部下は「将軍」「準将軍」に分けられる。猛将伝までのプレイアブルキャラクター（「無双武将」と「エディット武将」）は「将軍」にしかなれない。
- 「将軍」「準将軍」は領土と勢力毎に定員がある。支配領土を増やすことで定員を増やせる。
- 内政の開発コマンドを繰り返し行うことで、次段階の武器を使うことができるようになる。武器毎の強化は戦闘後に入手した付加効果で行う。
- ステージは新たに「平原」「柴桑」が追加。
- 政策カードは8種類あり、戦場に持ち込めるのは決まった3種類のみ。
- 政策では4人の主将が政策を2つずつ提案する「提案」、勢力に所属する武将（准将でも可）に政策の実行を一任する「委任」、基本政策と特殊政策の中から自由に政策を選んで実行する「政策」がある。

### シナリオ
184年 黄巾大乱
190年 董卓入洛
195年 群雄割拠
200年 官渡決戦
208年 赤壁炎上
211年 英雄集結（仮想シナリオ）

## 関連商品

### トレーディングカードゲーム
- 真・三國無双4トレーディングカードゲーム

### パチンコ
- CR真・三國無双

### アンソロジー
- 真・三國無双4 ワンダーエボリューション（全9巻） - 第1巻～第4巻は本編、第5巻～第8巻は本編with猛将伝、第9巻はEmpiresの4コマ漫画集となっている。背表紙は第1巻が星彩、第2巻がホウ徳・関平、第3巻が凌統、第4巻が曹丕、第5巻が左慈、第6巻が劉備、第7巻が孫堅、第8巻が曹操、第9巻は「完結。」の文字が描かれており、全巻揃えることで一つの絵になる。

### 派生ゲーム
- 雀・三國無双 - 真・三國無双4のキャラクターとの麻雀ゲーム

## 公式サイト
- 真・三國無双4
- 真・三國無双4 猛将伝
- 真・三國無双4 Special
- 真・三國無双4 Empires
- 真・三國無双4(PS2アーカイブス版) 紹介サイト - ウェイバックマシン（2013年6月10日アーカイブ分）